# Mikołaj Janowicz Jurowski
Mikołaj Janowicz Jurowski herbu Przyjaciel (ur. ok. 1610, zm. ok. 1660) – stolnik wołkowyski w latach 1645–1660, właściciel majętności Jurewicze w powiecie grodzieńskim.
Poseł na sejm konwokacyjny 1648 roku z powiatu wołkowyskiego elektor Jana II Kazimierza. 17 października 1655 roku złożył przysięgę na wierność carowi Aleksemu Michajłowiczowi. Jego żoną była Anna Kurcz.